# Lungsäck

Lungsäcken, pleura, är gulmarkerad.

Lungsäcken är den säck som innehåller lungorna och avgränsas av diafragma nedtill och av apertura thoracis superior upptill, det vill säga från mellangärdet tillhålet mot halsen vid nyckelbenen. Lungsäcken, eller pleuran är liksom bukhinnan och hjärtsäcken en serös hinna med ett visceralt och ett parietalt blad. Funktionen är att minska friktion på den känsliga lungväggen under lungornas arbete. Lungsäcken är uppbyggd som en ihålig säck av bindväv och epitelvävnad med pleuravätska inuti. Det är lungsäcken som håller uppe lungorna mot thorax.
När lungan punkteras är det lungsäcken som spricker. 